# Rhodopina seriatoides
Rhodopina seriatoides là một loài bọ cánh cứng trong họ Cerambycidae.